# Jacob Levecq
Jacob Levecq (1634-1675) est un peintre néerlandais de l'âge d'or de la peinture néerlandaise.

## Biographie
Jacob Levecq naît en octobre 1634 à Dordrecht dans les Provinces-Unies. Il bénéficie d'un héritage à la mort de ses parents, qu'il utilise pour prendre soin de lui-même, de ses deux sœurs non mariées et de son demi-frère aveugle.
Il devient actif comme peintre à Amsterdam en 1653, où il devient élève de Rembrandt. Il adopte son style au point que plusieurs de ses tableaux ont été attribués à Rembrandt.
En 1655, il revient s'installer à Dordrecht où il intègre la guilde de Saint-Luc.
Après 1660, séjourne un temps à Paris puis à Sedan, en France, où il peint des portraits ; Jacob Levecq aurait, selon Arnold Houbraken réalisé le portrait d'un ecclésiaste après que ce dernier n'a pas été satisfait de celui que lui avait fait Antoine Van Dyck.
À son retour à Dordrecht en 1655, il devient un portraitiste à la manière de Jan de Baen.
Il prend Arnold Houbraken comme élève lors des derniers mois de sa vie. Ce dernier ne se rappelle pas, lorsqu'il rédige la notice de Levecq dans Le Grand Théâtre des peintres néerlandais, le style de Levecq, celui-ci étant la plupart du temps malade et ne peignait plus de façon active.
Il meurt en août 1675 et est enterré le 2 septembre. Houbraken hérite d'un tiers des estampes de sa collection, mais regrette qu'il était alors trop jeune pour les apprécier à leur juste valeur : en effet, il ne prend que celles de Lucas van Leyden et Albrecht Dürer, et délaisse les estampes de maîtres français à d'autres, même s'il était ravi d'en avoir conservé une de Charles le Brun.

## Œuvre
Jacob Levecq est essentiellement connu comme portraitiste.

Œuvres de Jacob Levecq
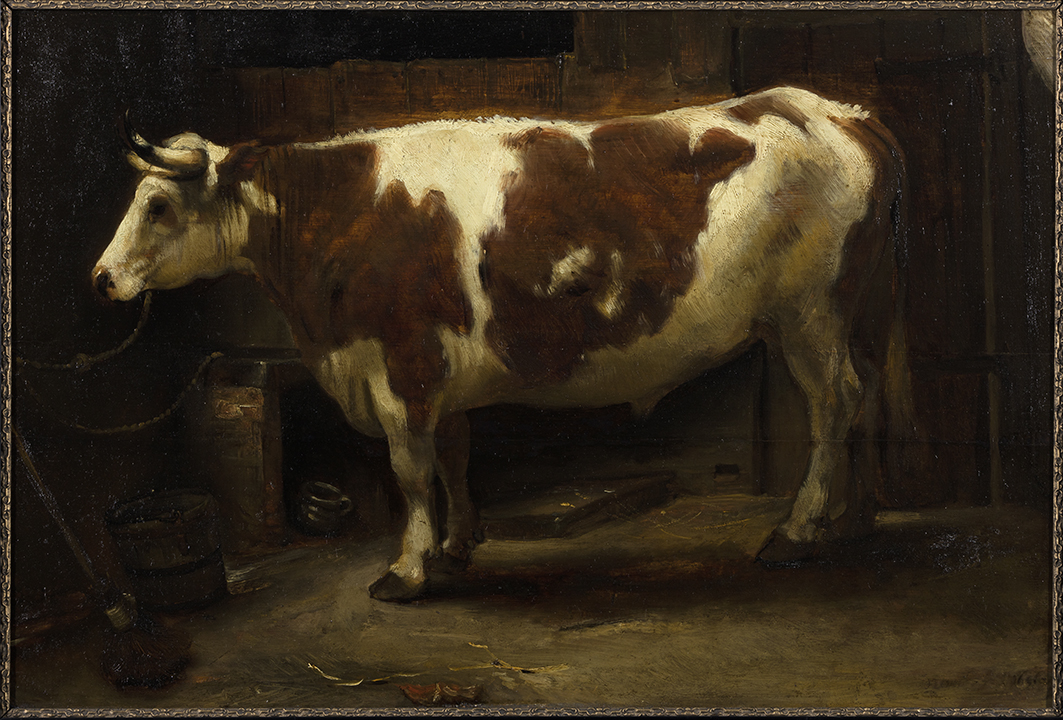
Vache dans une étable, 1656, musée de Groningue.
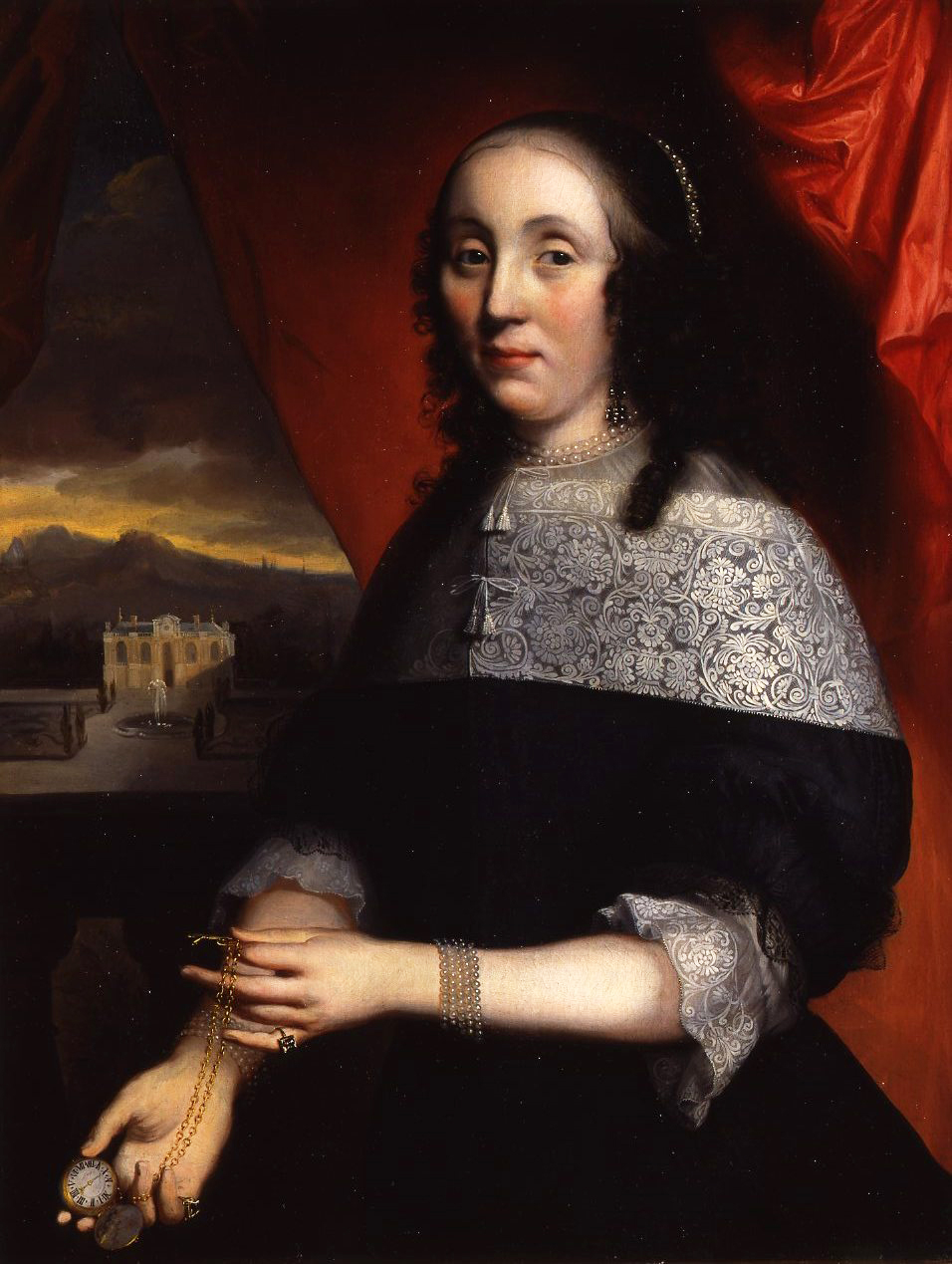
Portrait de Maria van der Graeff, 1664, musée de Dordrecht.
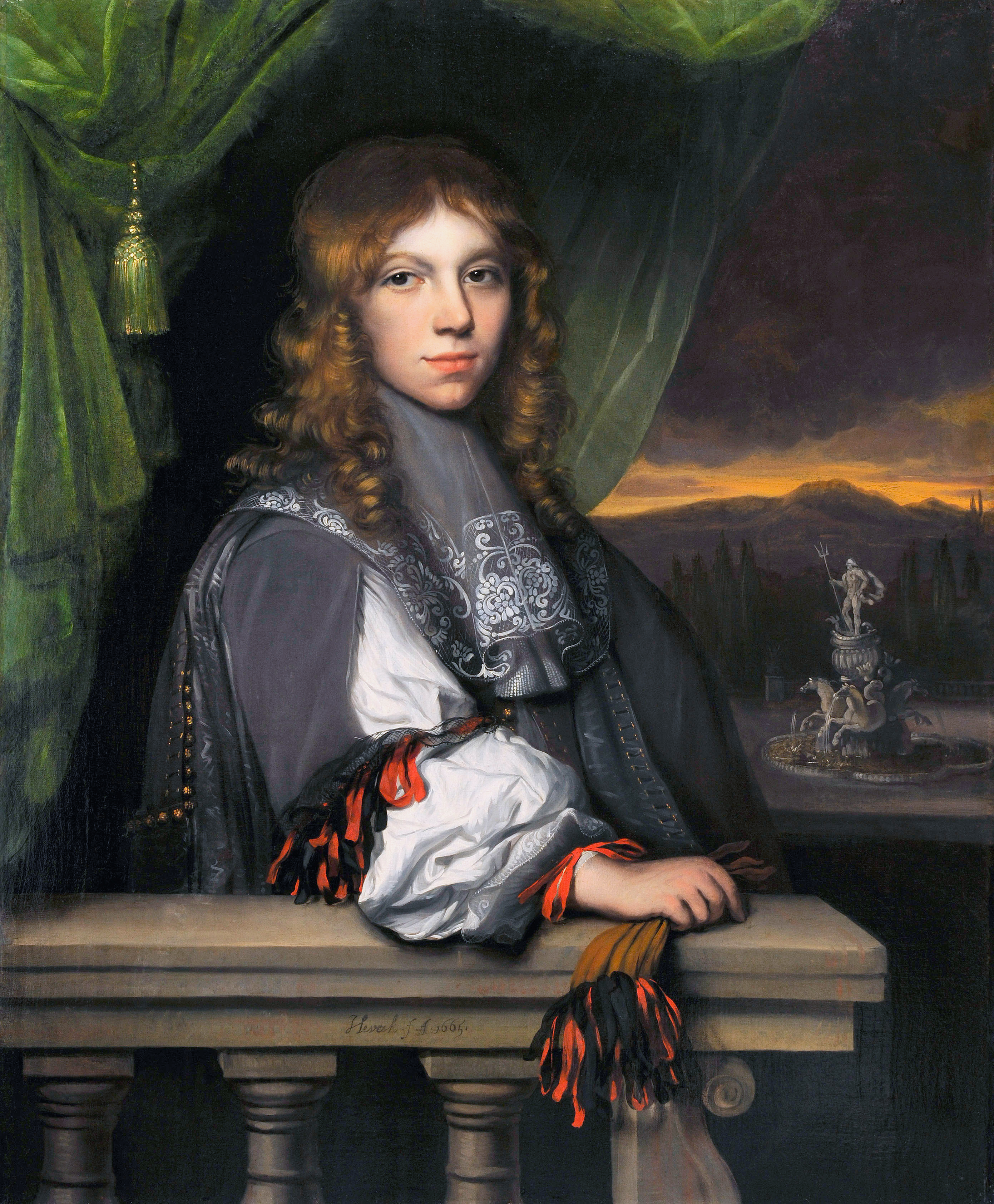
Portrait de Mattheus Eliasz van den Broucke, 1665, musée de Dordrecht.
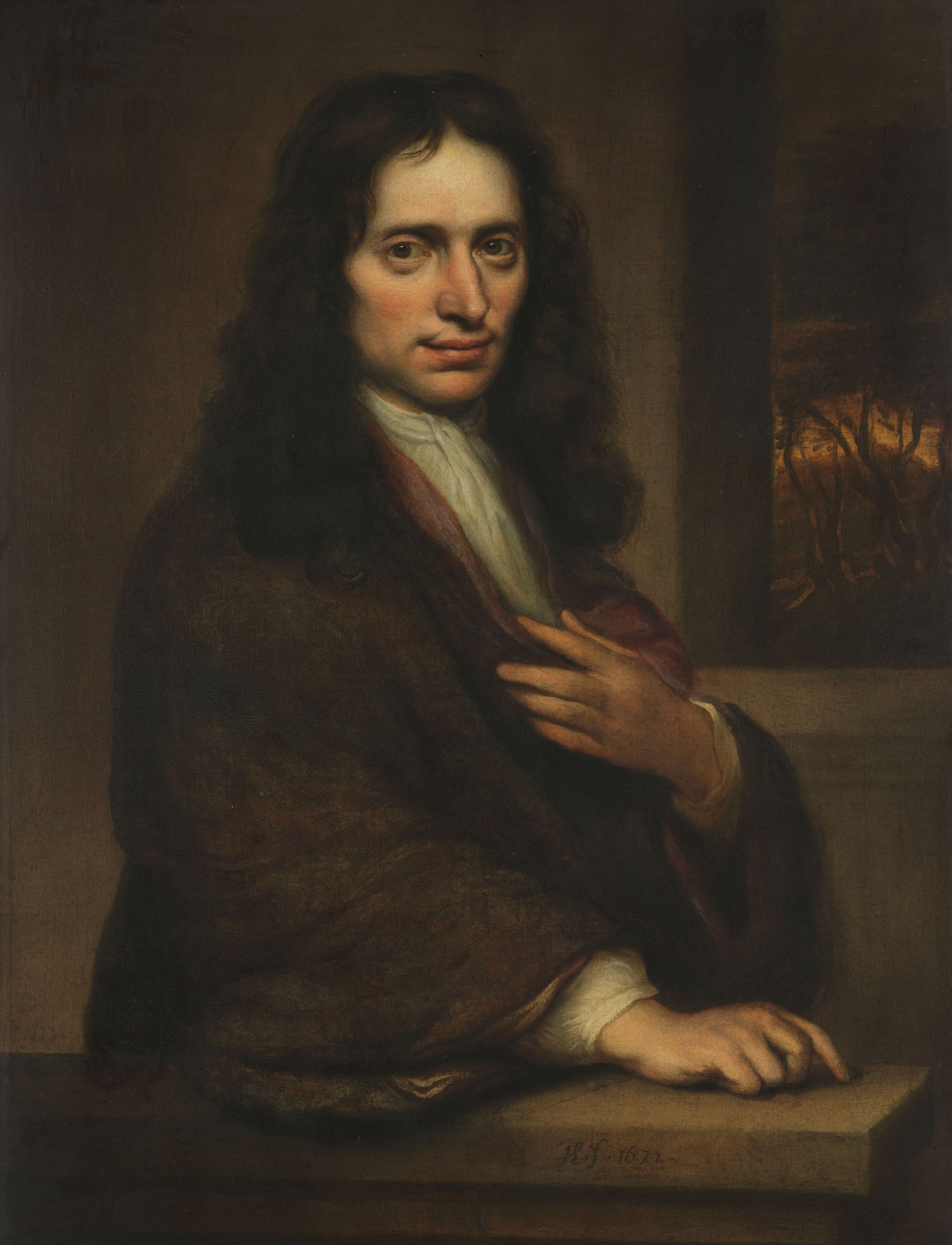
Portrait d'homme, 1672, Rijksmuseum Amsterdam (dépôt du musée de Dordrecht).